# Thụy Sơn
Thụy Sơn là một xã thuộc huyện Thái Thụy, tỉnh Thái Bình, Việt Nam.

## Vị trí địa lý, dân cư
Thụy Sơn nằm ở phía Tây huyện Thái Thụy, cách huyện lỵ 8 km, phía Đông giáp xã Thụy Dương, phía Tây giáp xã Thụy Phong, phía Nam giáp sông Diêm Hộ, phía Bắc giáp xã Thụy Phúc. Địa phận của xã nằm trên trục đường ruột huyện, phần chạy qua địa phận của xã dài 2,8 km. Có hai con sông Trường Thanh và Phong Lẫm chạy song song qua các cánh đồng phía Bắc và phía Nam của xã. Cùng với con sông Diêm Hộ là nguồn nước tưới tiêu chính phục vụ cho trồng trọt, chăn nuôi và đời sống của nhân dân. Phía Đông của xã có con đường nối thông từ đường ruột huyện sang cống Trà Linh. Từ thuở xa xưa, Thụy Sơn có bến đò ngang từ thôn Hạ Đồng sang xã Thái Dương bến đò không chỉ phục vụ nhân dân qua lại hàng ngày, mà trong kháng chiến chống Pháp còn là phương tiện phục vụ cho cán bộ, bộ đội, du kích qua sông làm nhiệm vụ chiến đấu, là nơi treo cờ đỏ sao vàng trước cách mạng tháng 8 năm 1945. Thụy Sơn ở vị trí có nhiều điều kiện thuận lợi về giao thông đường bộ và đường thủy. Song cũng chính từ các yếu tổ thuận lợi ấy lại có ý nghĩa quan trọng về mặt quân sự của huyện Thụy Anh trong kháng chiến chống Pháp. Kẻ địch muốn chiếm giữ khu vực này để khống chế mọi hoạt động của Việt Minh ở khu vực Tứ Tổng Hạ, nơi giáp ranh giữa 2 huyện Đông Quan và huyện Thụy Anh.
Giữa thế kỷ XIX, thực dân Pháp xâm lược nước ta, chúng đã chia lại hệ thống hành chính quốc gia để dễ bề cai trị, phục vụ thủ đoạn xâm lược, vơ vét tài nguyên khoáng sản của Việt Nam đưa về nước.
Ngày 21.3.1890 toàn quyền Pháp Pi.Quýet ra quyết định thành lập tỉnh Thái Bình. Đầu thế kỷ XX Thái Bình có 3 phủ, 9 huyện và 1 tỉnh lỵ. Ngày ấy xã Thụy Sơn thuộc Tổng Hạ Đồng là một trong 4 tổng của tứ tổng Hạ, huyện Đông Quan (Hạ Đồng, An tiêm, Đông Hồ, Hóa Tài). Dưới cấp tổng là cấp xã, tổng Hạ Đồng có 7 xã, tổng An Tiêm có 8 xã, tổng Đông Hồ có 7 xã, tổng Hóa Tài có 5 xã.
Sau cách mạng tháng 8 năm 1945, các thôn Tử Đô, Hải Đô và Luyến Khuyết sáp nhập là một lấy tên là Tam Lạc (ba vui) chuyển hai thôn Thượng Phúc và Trà Xanh về xã Thế Hiển.
Tháng 1 năm 1946, Tam Lạc tách Tử Đô về xã Thế Hiển, còn Luyến Khuyết và Hải Đô sáp nhập gọi là Đồng Hòa thuộc xã Ngọc Sơn.
Ngày 10.4.1946, Hội đồng nhân dân tỉnh có quyết định xóa bỏ cấp tổng và thống nhất đổi tên các phủ thành huyện và thành lập khu A, B, C, trong đó khu C có xã Thế Hiển gồm các thôn: Đông Hồ, Phong Lẫm, Đồng Hòa. Xã Ngọc Sơn gồm các thôn: Tử Đô, Nhạo Sơn, Hạ Đồng, Quân Động, Trà Linh, Khai Lai (lúc đó Ngọc Thanh thuộc Hạ Đồng).
Tháng 8 năm 1947 hội đồng nhân dân tỉnh có quyết định sáp nhập hai xã Thế Hiển và Ngọc Sơn thành xã Hồng Hưng trả Thượng Phúc và Trà Xanh về xã Trường Sơn. 
Tháng 3 năm 1949 Hội đồng nhân dân tỉnh lại có quyết định điều chỉnh, chuyển thôn Trà Linh về xã Thụy Châu (Thụy Liên ngày nay) thôn Khai Lai về xã Thái Thủy của huyện Thái Ninh. Xã Hồng Hưng gồm có các thôn: Đông Hồ, Phong Lẫm, Đồng Hòa, Tử Đô, Nhạo Sơn, Hạ Đồng, Quân Động. 
Tháng 1 năm 1952 Hội đồng nhân dân tỉnh tiếp tục điều chỉnh hai thôn Thượng Phúc và Trà Xanh từ xã Trường Sơn về xã Hồng Hưng 
Tháng 6 năm 1955, xã Hồng Hưng đựợc chia tách ra thành 2 xã trong đó xã Thụy Sơn gồm các thôn: Tử Đô, Nhạo Sơn,Thượng Phúc, Thượng Phúc Đông, Trà Xanh, Hạ Đồng, Quân Động.
Năm 1975, Thụy Sơn lên hợp tác xã cấp cao tổ chức thành 14 đội sản xuất, các tổ chức quần chúng và hoạt động sản xuất phát triển kinh tế gắn liền với đội sản xuất.
Năm 1990, chuyển đổi mô hình từ đội sản xuất sang xóm toàn xã có 1603 hộ = 6487 khẩu được tổ chức thành 8 xóm, tất cả các tổ chức từ chi bộ, chi đoàn, phụ nữ….v..v.. đều gắn liền với đơn vị hành chính là xóm.
Từ năm 1993 đến năm 2002 chuyển mô hình 8 xóm thành 14 xóm theo đơn vị đội sản xuất trước đây.
Năm 2002 UBND tỉnh Thái Bình có quy hoạch lại hệ thống thôn làng, chuyển đổi mô hình từ xóm sang thôn, xã Thụy Sơn có 14 xóm nay chuyển sang 8 thôn, các tổ chức chính trị xã hội lại thay đổi theo đơn vị hành chính là thôn, gồm 8 thôn là: Tử Đô, Nhạo Sơn, Thượng Phúc, Thượng Phúc Đông, Trà Xanh, Ngọc Thanh, Hạ Đồng và Quân Động tồn tại về cấp thôn cho đến ngày nay.
```
Quá trình hình thành đất đai, cư dân và truyền thống văn hóa, học hành khoa bảng, chống giặc ngoại xâm
```

- Hình thành đất đai, cư dân

Cho đến nay chúng ta không còn lưu giữ các cứ liệu về quá trình hình thành đất đai, cư dân của vùng đất Thụy Sơn, chỉ biết rằng lịch sử Đảng bộ huyện Thái Thụy xuất bản năm 2005, cách đây khoảng 2500 năm vùng đất Thái Thụy trong đó có xã Thụy Sơn cùng với sự ổn định về địa chất, mục nước biển rút dần để lộ ra vùng đồng bằng rộng lớn với nhiều gò đống, đầm lầy. Đất đai Thái Thụy từ đó mà dần hình thành qua nhiều giai đoạn khác nhau. Cho đến nay trên mảnh đất Thụy Sơn, ở nhiều khu vực nếu đào sâu xuống lòng đất từ dưới 1m có nhiều vỏ con Hà, nhiều thân cây sú vẹt đã mục còn để lại hình dáng, điều đó chứng tỏ nơi đây do phù sa của các con sông lớn như sông Thái Bình, sông Trà Lý, sông Hồng bồi đắp qua nhiều thế kỷ mà hình thành. Cư dân từ nhiều miền quê khác nhau về đây đã làm nên những kỳ tích phi thường, biến vùng đất đầu sóng ngọn gió, hoang sơ đầy rẫy gò đống đầm lầy, lau lác, nhiễm mặn trở thành vùng đất trù phú tốt tươi như ngày nay. Các dòng họ về đây khai hoang, lấn biển, lập làng đã hình thành làng xã chứa đựng đầy đủ những nét văn hóa vật thể như: Đình, chùa, đền, miếu, từ đường… văn hóa phi vật thể như: thơ ca, hò vè, lễ hội, tế thần…
Dọc theo bờ sông Diêm Hộ, có nhiều dòng họ Hà, Đặng, Mai, Nguyễn, Ngô từ nhiều miền quê khác nhau về đây khai phá, lập làng với những tên gọi: Quân Động, Hạ Động (Hạ Đồng), Trà Động (Trà Xanh) gợi cho ta nhớ về những làng việt cổ hình thành vào buổi đâu khi người Việt rời khỏi hang động núi rừng về vùng ven biển lập ấp. Dân làng Hạ Đồng còn lưu truyền nhiều truyền thuyết về gò đống trên các cánh đồng làng.
Làng Hạ Đồng thờ Nam Hải Đại Vương Thục An Dương Vương, vua của đất nước Âu Lạc,thờ Cống Nương phu nhân đệ tam cung phi của thục An Dương Vương, thiên quan Bộ Quốc Mai Công Phúc người có công mở làng, Hoàng tử Công Uy và phúc thần Đặng Công Kỳ.
Theo truyền thuyết, thần Mai Công Phúc là dòng dõi phò mã An Tiêm, quê huyện Nga Sơn, Thanh Hóa, đi tìm đất để sinh sơ lập nghiệp và giúp vua mở mạng bờ cõi. Khi đến vùng đất Hạ Đồng ngày nay thấy thế đất phát "Thánh Linh" nên đã mộ dân đến khai phá lập làng, biến đất hoang thành ruộng "mật điền" ông lại mạng nghề gốm sành dạy cho dân, nay vẫn còn những địa danh như: ao sành, lũy sành, miếu sành, đồng nội..v…v.Hạ Đồng tấp nập kẻ mua người bán trên bến dưới thuyền. Sau ngày ông mất, dân làng tôn ông là thành Hoàng Làng, lập miếu thờ, các triều đại sau đều có sắc phong tôn là Thượng Đẳng thần.
Ở miền Nhạo Sơn, bia đá họ Nguyễn xóm chùa có ghi: " tiên tổ tiền cư noi cáo, hậu đáo Tô Xuyên, vãng qua Tu Trình, Ký cư Quảng Nạp, Khai thác Nhạo Sơn". Như vậy cho thấy tổ tiên làng Nhạo Sơn xuất phát từ Noi Cáo (Cẩm Giàng, Hải Dương) sau về Tô Xuyên (An Bài – Quỳnh Phụ) khẩn hoang làm nhà ở Ô Trình (Thụy Anh) về Nhạo Sơn khai hoang lập ấp.
Thụy Sơn là một vùng miền quê của vùng đất ven biển, do qua trình bồi đắp của các con sông lớn mà hình thành. Quá trình khai thiên lập địa, đất đai sông ngòi kình thành theo quy luật tự nhiên của vùng đất ven biển, phải chịu nhiều yếu tố của mưa bão, lũ lụt, nước triều dâng, nhiễm mặn. Trải qua bao đời người dân Thụy Sơn phải kiên trì vật lộn với thiên nhiên khắc nghiệt với giặc giưa bốn phương để cải tạo vùng đất chua mặn, sú vẹt, cồn bãi thành những thửa ruộng để cấy lúa nước, mưu sinh cuộc sống, thể hiện ý chí kiên cường, tinh thần lao động cần cù và sáng tạo, biến những vùng đất hoang hóa thành những cánh đồng tươi tốt, cho mùa vàng bội thu

## Đặc điểm kinh tế
Là một xã sản xuất nông nghiệp là chính cây trồng chủ yếu là lúa và hoa màu. ngành nghề tiểu thủ công nghiệp tương đối phát triển. Là một xã có lực lượng lao động ngành xây dựng tương đối hùng hậu. Đa phần lao động nam từ 30 đến 50 tuổi làm nghề xây dựng, đội ngũ những người lao động xây dựng có mặt ở khắp mọi miền đất nước. Kinh tế của xã đang có khởi sắc đặc biệt là thương mại dịch vụ.

## Văn hoá, tín ngưỡng
Dân cư Thụy Sơn có 2 tôn giáo chính đó là Phật giáo và Thiên chúa giáo. Giáo dân có 185 hộ với 715 nhân khẩu sinh hoạt tôn giáo ở 2 nhà thờ. 01 nhà thờ xứ Thượng phúc và 01 nhà thờ họ Quân Động. Đạo Phật có hơn 1000 tín đồ sinh hoạt tôn giáo ở 6 ngôi chùa. Các ngôi chùa đều được xây dựng từ lâu đời. Tín ngưỡng dân gian ở Thụy Sơn có 4 ngôi đền và 6 đình ở các thôn Thượng Phúc, Trà Xanh, Ngọc Thanh, Hạ Đồng, Tử Đô và Nhạo Sơn trong đó có ngôi đền Hạ Đồng được Bộ Văn hoá xếp hạng Di tích lịch sử văn hoá cấp Quốc gia năm 1990.
Lễ hội truyền thống đền Hạ Đồng hàng năm được mở từ ngày 10 đến 12 tháng 9 âm lịch. trong lễ hội có rước, có tế, lễ và hầu đồng.
Ngoài ra hàng năm còn có lễ hội Kỳ an thường mở vào ngày 10/3 âm lịch ở các thôn Thượng Phúc, Nhạo Sơn, Hạ Đồng, Lễ hội Đền Miếu Qui thôn Thượng phúc mở vào ngày 15/8 âm lịch. Rằm tháng 7 thường có lễ xá tội vong nhân ở các đình Thượng Phúc, Nhạo Sơn, Tử Đô, Hạ đồng.
Họ giáo thôn Thượng Phúc Đông, thành lập từ năm 1700, sau khi giáo xứ kẻ Hệ được thành lập năm 1721, họ giáo Thượng Phúc được chuyển về vị trí mới. Năm 1720 giáo dân Thượng Phúc xây dựng ngôi nhà Nguyện 6 gian, làm nơi cầu nguyện và sinh hoạt chung. Năm 1735, họ giáo xây dựng nhà thờ, nay gọi là đền thánh GIUSE. Ngày 1.10.1890 đúng vào ngày thành lập tỉnh Thái Bình, họ giáo Thượng Phúc Đông lên hàng giáo xứ, có 690 nhân danh, toàn xứ có 2633 nhân danh được chia làm 3 khu Cũng trong năm 1890, giáo xứ Phúc Đông xây dựng thêm một ngôi nhà thờ bằng gỗ lim dài 35m, rộng 13m và được hoàn thành vào năm 1896, ngôi nhà thờ này còn tồn tại đến ngày nay.
Ngày 1.10.1890 họ giáo Thượng Phúc Đông được Giám mục Masimo Fenandez Định, Giám mục địa phận trung, tách khỏi xứ kẻ Hệ và nâng lên hàng giáo xứ với 15 họ lẻ nhận đức mẹ Mân Côn làm quan thầy, đồng thời bề trên bổ nhiệm cha Đa Minh Chuẩn làm cha xứ tiền khởi.
```
Hệ thống tổ chức từ nhà Xứ đến các họ lẻ đều được bầu công khai, chọn những nhân danh có tín nhiệm lo việc cho nhà Xứ và họ lẻ. Các lứa tuổi đều ở tổ chức đoàn, hội của nhà Xứ. Một số họ Xứ lớn có điều kiện thành lập hội kèn, hội trống, hội thánh ca. Làng Thượng phúc còn tổ chức phường hát bội tứ chiếng, các kép, đào từ nhiều nơi về đây hội tụ, khớp vai, khớp vở để cùng tham gia biểu diễn phục vụ các địa phương có nhu cầu. Làng Thượng Phúc có ông bà Định là những kép, đào nổi tiền trong vùng.
```